# Lee Sung-jin (réalisateur)
Pour les articles homonymes, voir Lee Sung-jin.
Lee Sung-jin, également connu sous le nom de Sonny Lee (en coréen : 이성진), né en 1981, est un scénariste et réalisateur coréo-américain. Il est connu pour avoir créé la série Netflix Acharnés, pour laquelle il a reçu deux Emmy Awards.

## Biographie et éducation
Lee Sung-jin est né en Corée du Sud en 1981. Sa famille a déménagé à plusieurs reprises dans sa jeunesse : il a déménagé aux États-Unis à l'âge de neuf mois et est retourné en Corée pour l'école. Il est ensuite parti de Séoul pour le Minnesota, aux États-Unis. Il a également vécu dans l'Illinois, en Louisiane, dans l'Iowa et au Texas. Il a décrit cette période comme ayant été « horrible pour quelqu'un qui porte un nom que personne ne peut prononcer » et a finalement choisi de s'appeler « Sonny » à la place.
Il a fréquenté l'Université de Pennsylvanie, où il a chanté dans un groupe a cappella. Il a obtenu un diplôme en économie en 2003.

## Carrière
Après avoir obtenu son diplôme universitaire, il a occupé divers emplois à temps partiel tout en écrivant des scénarios. Il a effectué un stage chez Sony sous le label Barsuk Records. Il a participé à l'écriture des séries Undone, Tuca & Bertie, Dave et Silicon Valley. En 2008, il travaille comme scénariste sur la série Philadelphia.
Pour la création de la série Acharnés, il s'est inspiré d'une confrontation sur la route qu'il a lui-même vécue à Los Angeles. Il cite : « Je pensais qu'il y avait quelque chose d'intéressant à exploiter là-dedans, à quel point nous sommes tous enfermés dans nos visions subjectives du monde ». Il a également été réalisateur, producteur exécutif et showrunner de la série, contraint de diriger à distance des scènes du dernier épisode en raison de la pandémie de Covid-19.
En août 2023, il s'est rendu en Corée du Sud pour participer à une conférence sur la création cinématographique, au cours de laquelle il a déclaré qu'il n'était pas retourné en Corée du Sud depuis son enfance, à savoir depuis environ 25 ans.
En novembre 2023, Variety a rapporté qu'il avait signé un accord pluriannuel pour produire du contenu pour Netflix.
Il est également choisi pour écrire le scénario du film Marvel Thunderbolts*, dont la sortie est prévue en 2025.

## Vie privée
Lee Sung-jin vit à Los Angeles avec sa femme et ses trois chiens. Il joue du violon, de la guitare et du piano.